# Aeropuerto de Vardø-Svartnes
El Aeropuerto de Vardø-Svartnes (en noruego: Vardø Lufthavn, Svartnes) (IATA: VAW, OACI: ENSS) es un aeropuerto regional de despegues y aterrizajes cortos situado en Vardø, provincia de Finnmark, Noruega. Operado por la empresa Avinor, su principal usuario es Widerøe, que mantiene rutas a Kirkenes y otras localidades de Finnmark. Se encuentra a 4 km del centro de la ciudad.
Svartnes fue construido en 1943 por la Luftwaffe para dar servicio a los cazas encargados de proteger a las tropas de tierra. Fue abandonado en 1944, pero las Fuerzas Armadas de Noruega lo reabrieron para vuelos militares. En 1960 comenzaron los planes para realizar vuelos civiles, y en 1970 la aerolínea Norving comenzó a operar con vuelos irregulares.

## Aerolíneas y destinos
| Aerolíneas | Destinos |
| ---------- | --- |
| Widerøe    | Båtsfjord, Kirkenes-Høybuktmoen, Vadsø (ininterrumpido) Berlevåg, Hammerfest, Hasvik, Tromsø (vía Båtsfjord o Vadsø) |

## Estadísticas
Ver fuente y consulta Wikidata.
- Datos: Q1433183
- Multimedia: Vardø Airport, Svartnes / Q1433183